# Бугровский сельсовет
Бугровский сельсовет — упразднённые административно-территориальная единица и муниципальное образование (сельское поселение) в Звериноголовском муниципальном районе Курганской области. Административный центр — село Бугровое.
24 декабря 2021 года сельсовет был упразднён в связи с преобразованием муниципального района в муниципальный округ.

## География
Расположено в северной части Звериноголовского района.
Площадь сельского поселения составляет 14919 гектар.
Граничит:
- на юге — с Трудовским сельским поселением;
- на юго-востоке — с Круглянским сельским поселением;
- на западе и севере — с Куртамышским районом;
- на востоке — с Притобольным районом[1].

## Население
| 2002 | 2010 | 2012 | 2013 | 2014 | 2015 | 2016 |
| ---- | ---- | ---- | ---- | ---- | ---- | ---- |
| 410  | ↘243 | ↘231 | ↘217 | ↘209 | ↘203 | ↘187 |
| 2017 | 2018 | 2019 | 2020 |      |      |      |
| ↘174 | ↘167 | ↘155 | ↘152 |      |      |      |

## Состав сельского поселения
| № | Населённый пункт | Тип населённого пункта       | Население |
| - | ---------------- | ---------------------------- | --------- |
| 1 | Бугровое         | село, административный центр | ↘182      |
| 2 | Редуть           | деревня                      | ↘61       |